# Mircea cel Bătrân

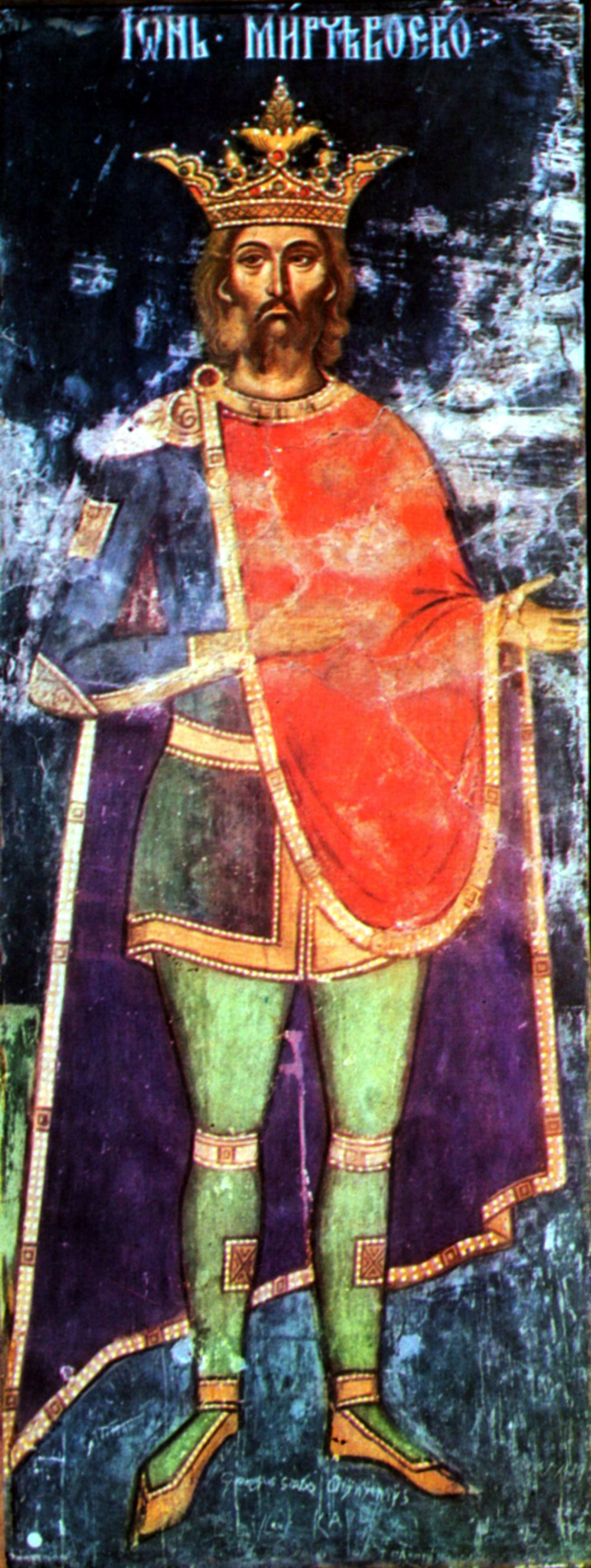
Mircea cel Bătrân

Mircea cel Bătrân, Mircea den store/den gamle, född 1355, var härskare (vojvod) i Valakiet från 1386 till sin död 1418. Han var far till Vlad II Dracul.